# Laphystia ochreifrons
Laphystia ochreifrons là một loài ruồi trong họ Asilidae. Laphystia ochreifrons được Curran miêu tả năm 1931. Loài này phân bố ở vùng Tân Bắc giới.